# Pak Ču-jong
Pak Ču-jong (korejsky 박주영, anglický přepis Park Chu-Young, * 10. červenec 1985) je jihokorejský fotbalista, který je v současné době hráč klubu FC Seoul. Je také kapitánem národního týmu Jižní Korey. V této funkci vystřídal jiného korejského fotbalistu Pak Či-songa.